# Mahadaji Sindhia
Mahadaji Shinde, chiamato anche Mahadaji Scindia o Mahādajī Śhindē (1730 – Pune, 12 febbraio 1794), fu un uomo politico maratha e Maharaja di Gwalior, nell'India settentrionale.
Era il quinto e più giovane figlio di Ranoji Rao Scindia, fondatore della dinastia Scindia.
Mahadaji svolse un ruolo assai significativo nel processo di rinascita della potenza maratha del nord dell'India dopo la disfatta subita nella Terza battaglia di Panipat del 1761, e si mise in evidenza come luogotenente affidabile del Peshwa, guida dell'Impero maratha. Con Madhavrao I e Nana Fadnavis, fu uno dei tre pilastri di tale rinascita. Durante il suo regno, Gwalior divenne lo Stato-guida dell'Impero e una delle potenze militari maggiormente evidenti in India.
Dopo aver accompagnato Shāh ʿĀlam II a Delhi nel 1771, egli restaurò il potere dell'Impero Mughal a Delhi e divenne il Vakil ul-Mutlaq (Reggente dell'Impero). I principali consiglieri di Mahadji Shinde furono tutti gli Shenvi.
Annientò la potenza dei jat di Mathura e nel 1772-73 distrusse il potere dei Rohilla Pashtun nel Rohilkhand ed espugnò Najībābād, la città fondata da Najīb al-Dawla, di cui le sue truppe profanarono la tomba.
Il suo ruolo nel corso della Prima guerra anglo-maratha fu di assoluto rilievo per i Maratha, che umiliarono da soli i britannici nell'India centrale, come risulta dal Trattato di Salbai del 1782, in cui egli mediò tra il Peshwa e la Compagnia britannica delle Indie Orientali. Nel 1787 Mahadji provò a invadere il Rajputana ma fu respinto dalle forze dei Rajput nella battaglia di Lalsot. Nel 1790 sconfisse però le forze dei regni rajput di Jodhpur e Jaipur a Patan e a Merta.

Nel 1782–83, Mahadaji Shinde s'impadronì con successo delle tre porte d'argento strappate al tempio di Somnath a Lahore, dopo aver battuto l'afghano Maḥmūd Shāh Abdālī. Dopo il rifiuto dei sacerdoti del Gujarat e del signore d'allora, Gaekwad, di ricollocarle nell'originario tempio di Somnath, le porte argentee furono posizionate a Ujjain. Oggi esse possono essere ammirate in due templi dell'India: il tempio di Mahakaleshwar Jyotirlinga e il tempio di Gopal Mandir di Ujjain.

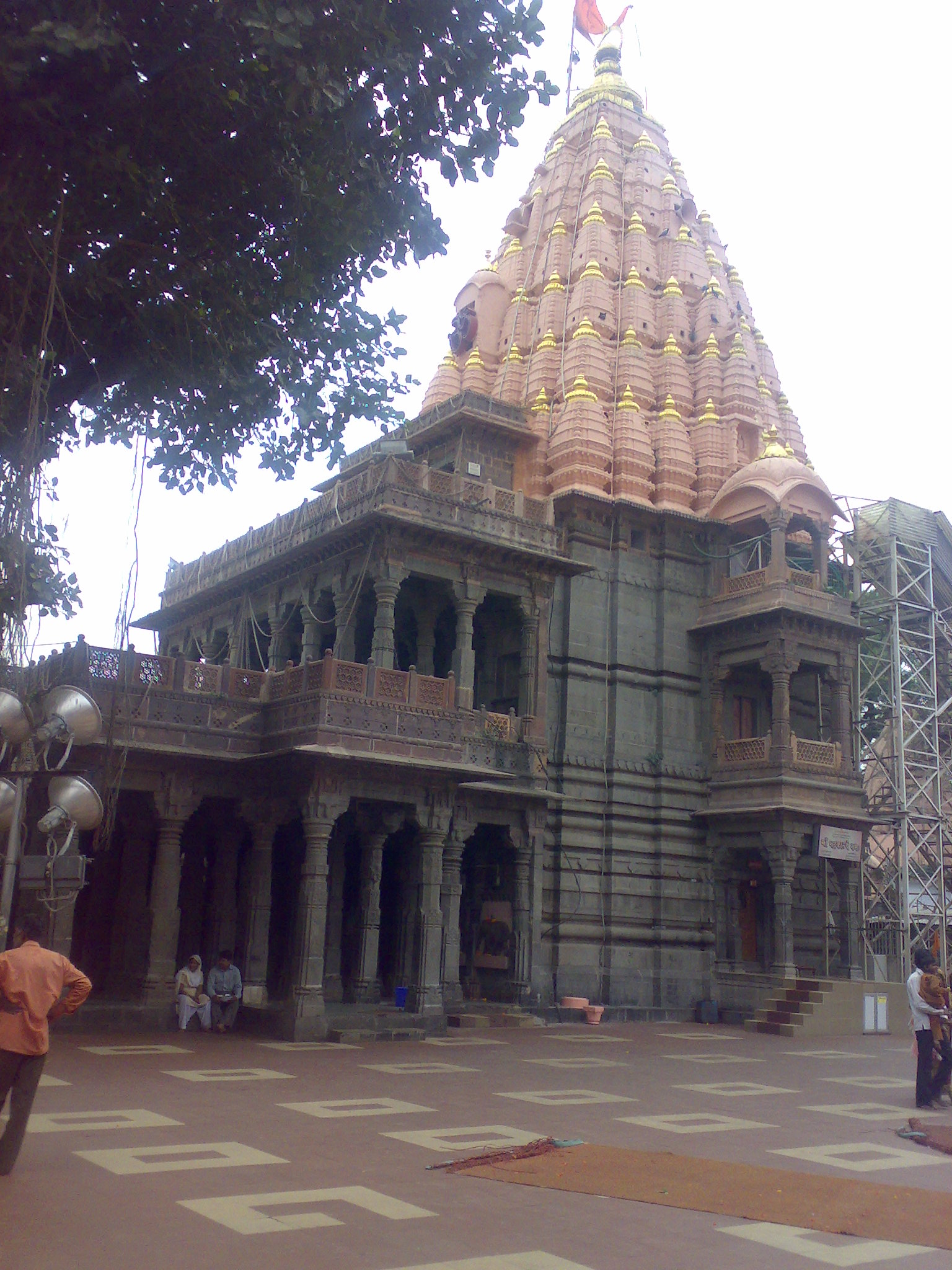
Il tempio Mahakaleshwar Mandir di Ujjain, considerato dai fedeli induisti uno dei dodici jyotirlingam, ovvero santuari che si dice siano le dimore più sacre del Dio Shiva.

## Origine
Mahadaji Scindhia proveniva da una comunità agricola Kunbi, riconosciuta come una casta "senza ombrello", nella terminologia maratha

## Trattato di Salbai
Dopo la sconfitta britannica, Warren Hastings propose attraverso Murre un nuovo trattato, noto come Trattato di Salbai, tra il Peshwa e i Britannici, in base al quale i Britannici avrebbero riconosciuto Sawai Madhavrao come Peshwa e garantito a Raghunath Rao una pensione. Il Trattato restituiva a Shinde tutti i suoi territori a ovest del Yamuna, per poterlo far ritirare verso Ujjain.
Dopo il Trattato di Salbai del 1782, invase e sconfisse gli Stati Rajput, particolarmente Jodhpur e Jaipur grazie alla Battaglia di Patan e a quella di Merta. Anche i Sardar sikh di questa regione a meridione del Sutlej gli versarono tributi.

## Ultimi anni
Mahadji divenne  Vakil-ul-Mutlaq (Reggente degli Affari Mughal) e gli stessi Mughal lo insignirono del titolo di Amīr al-ʿUmarāʾ (Generalissimo, lett. "Comandante dei Comandanti") nel 1784.
Un altro risultato che conseguì Mahadji fu la sua vittoria ai danni dell'esercito del Niẓām di Hyderābād. Lo Stato dei Niẓām cessò di costituire un fattore politico, economico e militare nella politica dell'India settentrionale dopo quella battaglia e da quel momento in poi u confinato all'interno della sua realtà territoriale nel Deccan. Dopo la pace firmata con Tipu Sultan di Mysore nel 1792, Mahadji esercitò la propria influenza per cercare di impedire il raggiungimento di un trattato tra i Britannici, il Niẓām di Hyderābādt e il Peshwa, diretto contro Tipu.

## Morte e retaggio

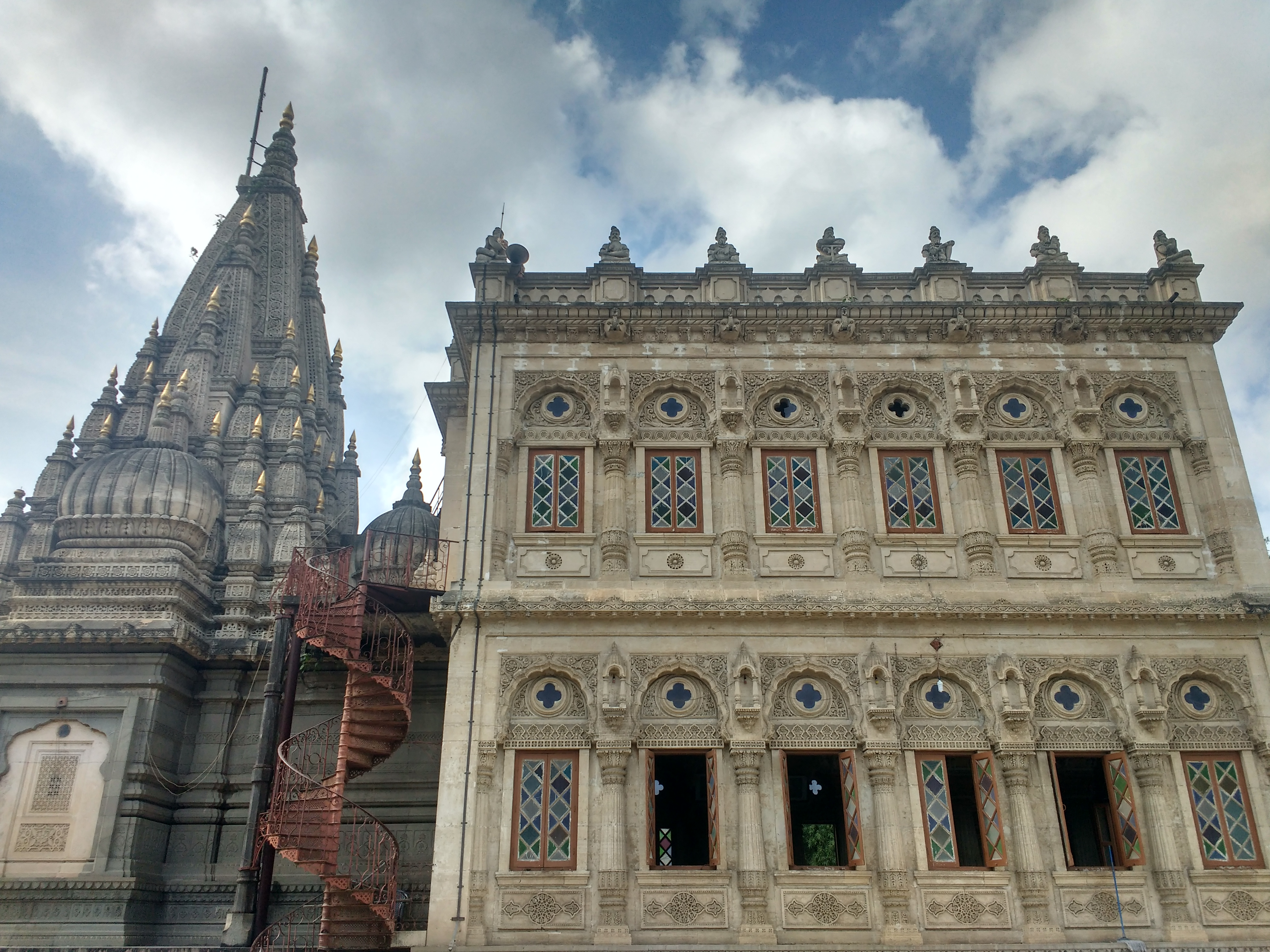
Shinde Chhatri, Wanawdi, Pune: memoriale dedicato a Mahadji Shinde. IN questo luogo di Wanawdi, a Pune, il suo corpo fu cremato, in accordo con la tradizione induista.

Con la Battaglia di Lakheri, Mahadji raggiunse l'apice del suo potere, e morì il 12 febbraio 1794 nel suo accampamento di Wanawdi, presso Pune. Non lasciò eredi e a lui succedette Dawlat Rao Scindia, suo figlio adottivo.